# Gembira Loka Zoo
Koordinaten: 7° 48′ 34,1″ S, 110° 23′ 13,2″ O
Der Gembira Loka Zoo ist ein Zoo, der sich in Yogyakarta auf der indonesischen Insel Java befindet. Der Zoo ist bei der World Association of Zoos and Aquariums (WAZA) und der Southeast Asian Zoo Association (SEAZA) akkreditiert.

## Geschichte
Die Idee für die Errichtung eines Zoos basiert auf Überlegungen von Sultan Hamengkubuwono VIII.aus dem Jahr 1933. Der Gedanke wurde von Sultan Hamengkubuwono IX. mit Hilfe des niederländischen Ingenieurs und Stadtentwicklers Thomas Karsten weiterentwickelt. Aufgrund der Auswirkungen des Zweiten Weltkriegs und der Besetzung durch die Japaner kamen die Pläne zur Entwicklung eines Zoos jedoch zum Erliegen. Nach Ende des Krieges und der Verlegung der Landeshauptstadt von Yogyakarta nach Jakarta im Jahr 1949 bestand für die Bevölkerung ein erhöhter Bedarf an Freizeitgestaltung und Unterhaltung. Mit der Gründung der Foundation Gembira Loka vom 10. September 1953 wurde die Entwicklung eines Zoos wieder aufgegriffen und er konnte 1956 eröffnet werden. In den folgenden Jahren wurden die Freianlagen und Tierhäuser weiter ausgebaut und zusätzliche Tiere angeschafft.

## Anlagenkonzept und Tierbestand
Der Gembira Loka Zoo ist in mehrere Zonen unterteilt. Die Hauptzonen sind: Primaten, Raubtiere, Reptilien und Vogelpark. Im Vogelpark werden u. a. mehrere Papageienarten gehalten, von denen ausgewählte Tiere mehrmals am Tag spezielle Vorführungen für die Besucher zeigen.

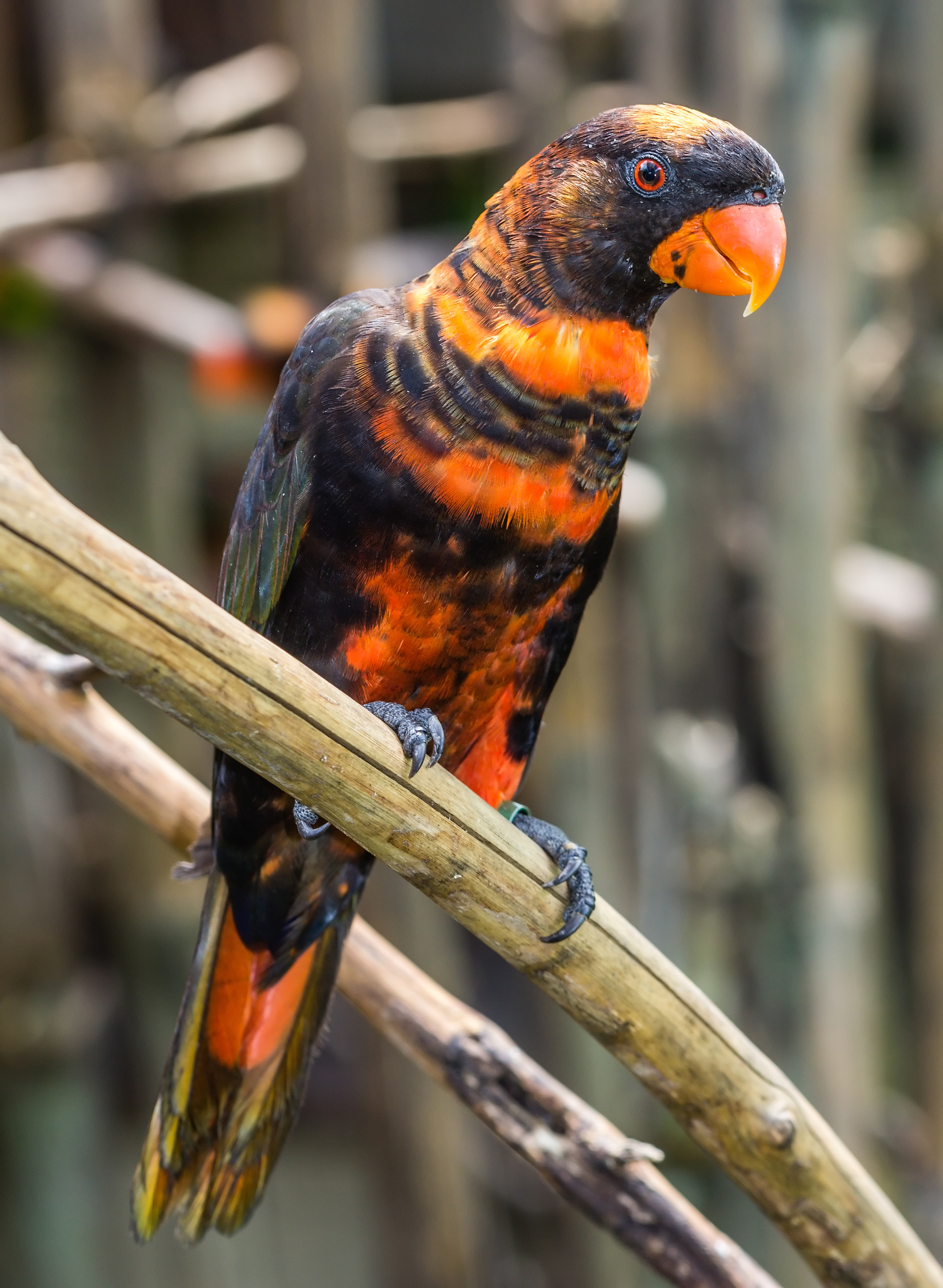
Weißbürzellori (Pseudeos fuscata)
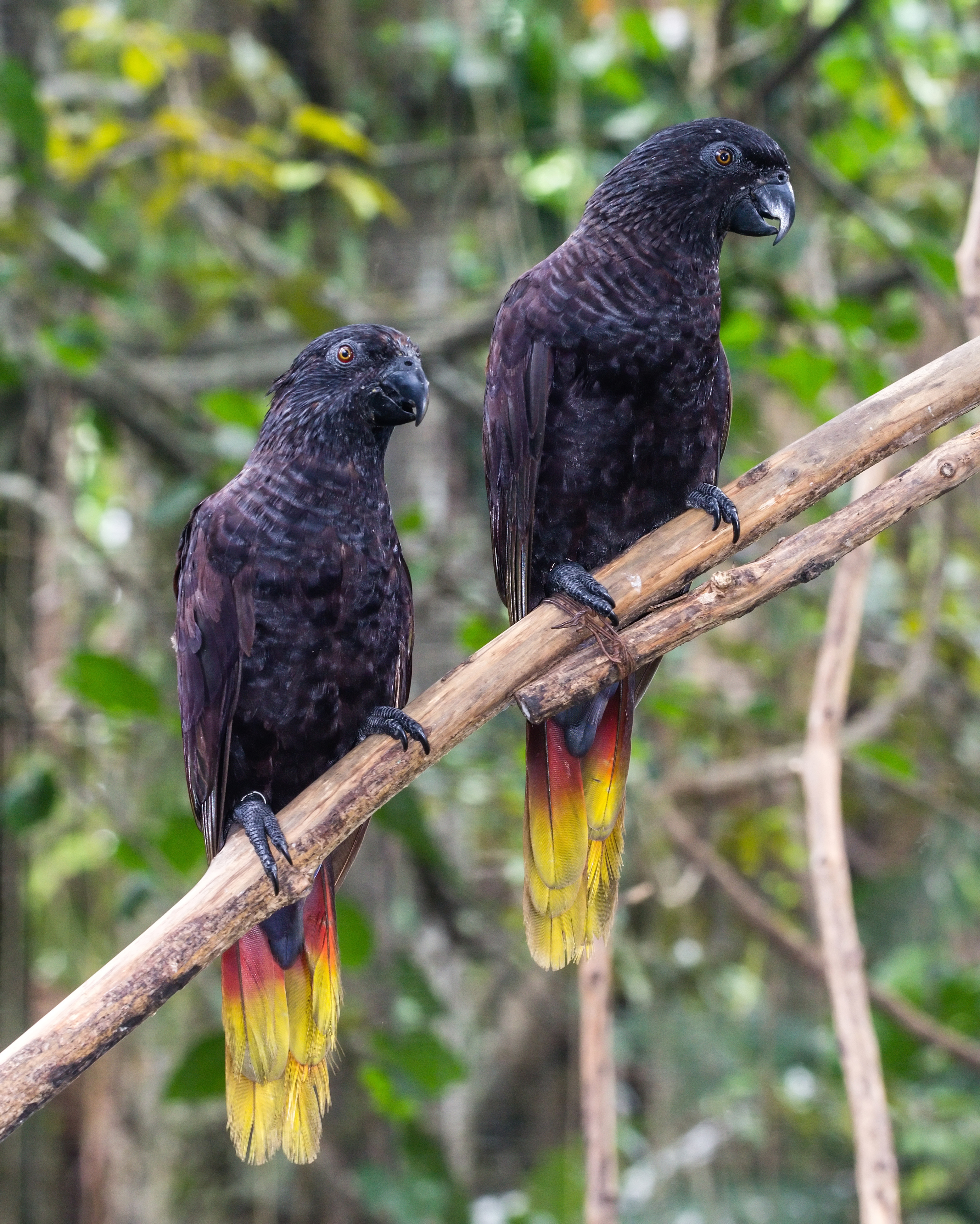
Schwarzloris (Chalcopsitta atra)
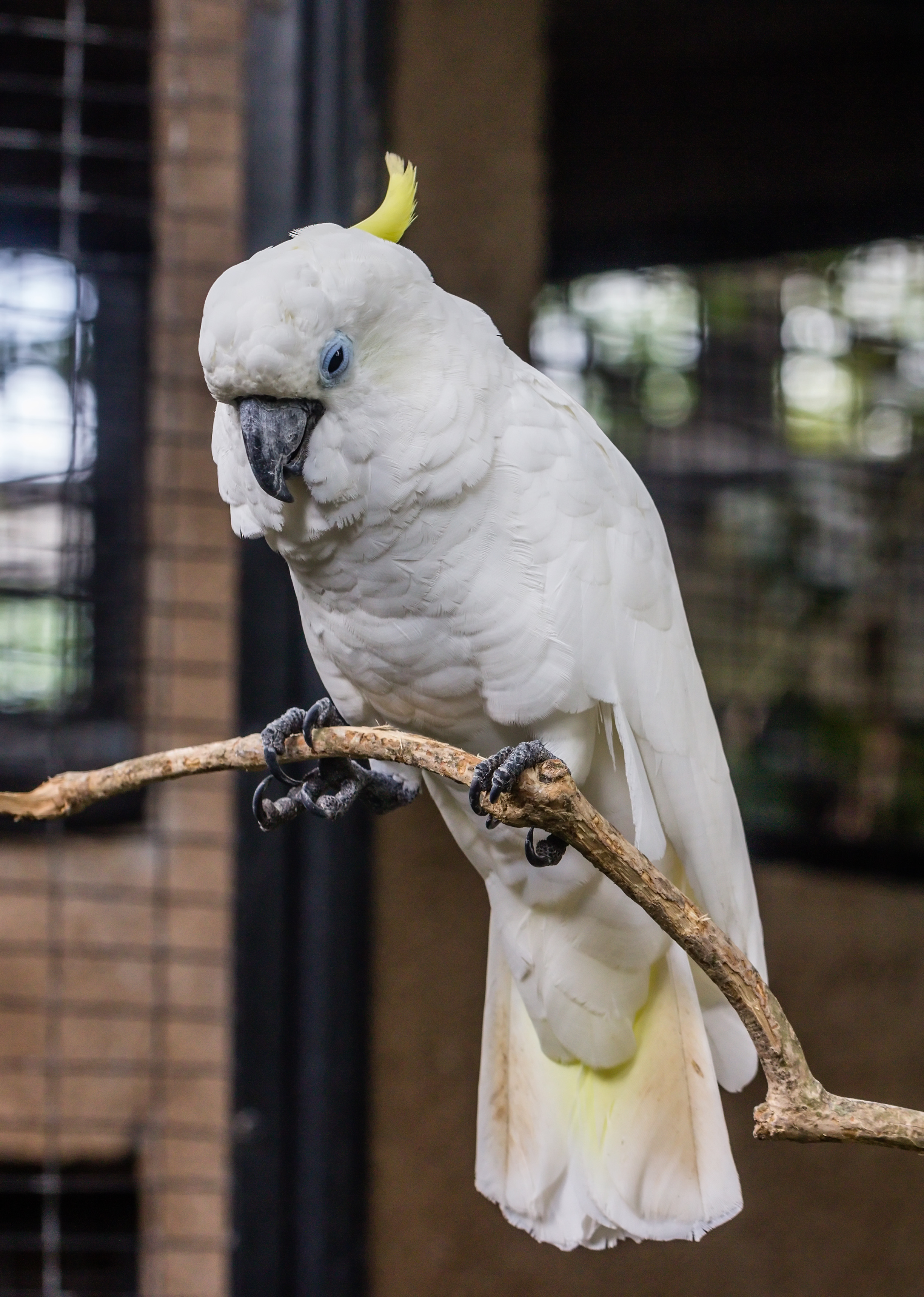
Gelbhaubenkakadu (Cacatua galerita)
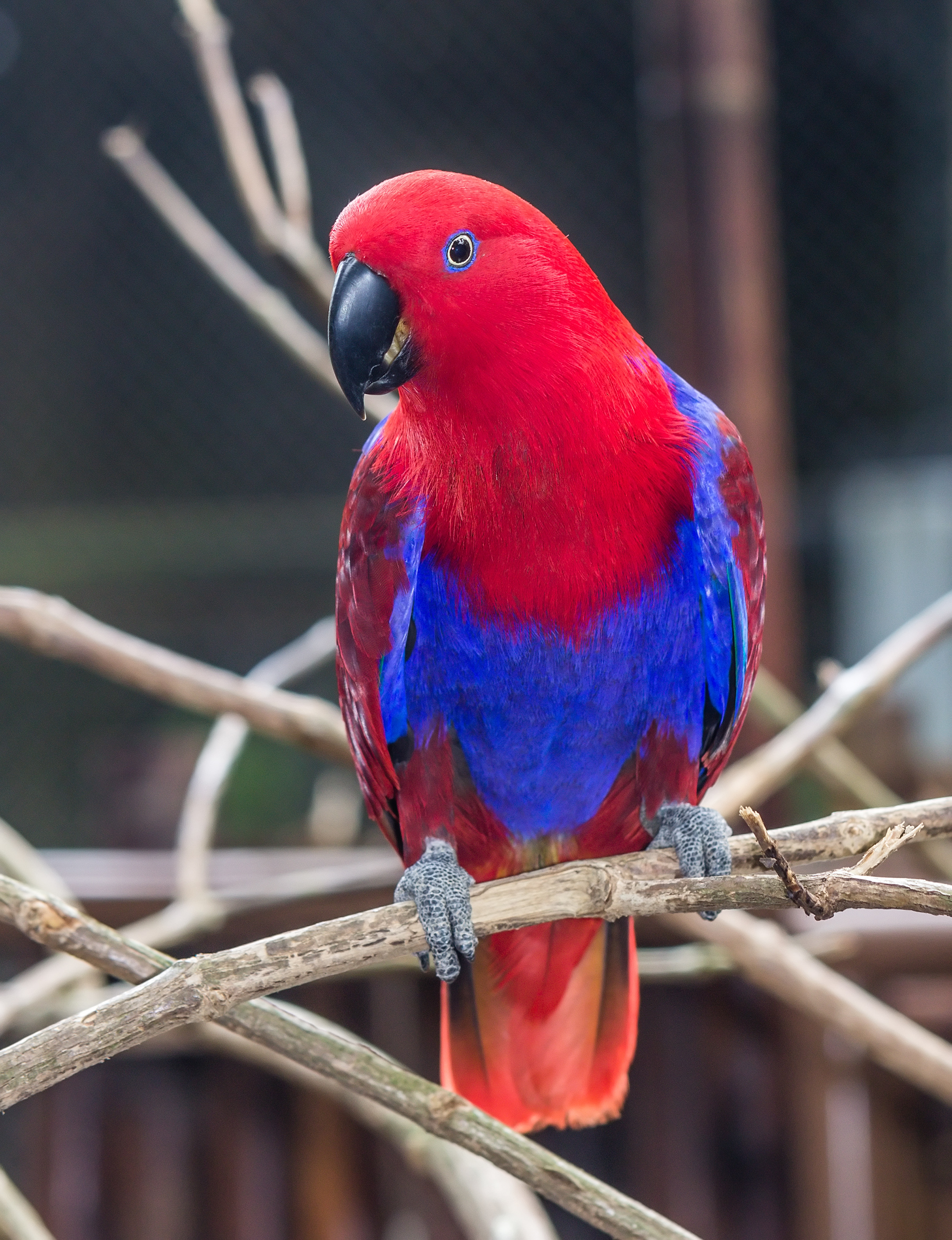
Molukken-Edelpapagei (Eclectus roratus), Weibchen

In einem Aquarium werden Fische und Amphibien gezeigt, u. a. der vom Aussterben bedrohte Chinesische Riesensalamander (Andrias davidianus). Weiterhin enthält der Zoo einen Streichelzoo, ein Informationszentrum mit einem kleinen Museum, einen Souvenirladen und ein Restaurant. Zu bestimmten Zeiten können die Besucher der Fütterung von Pinguinen, Tigern, Sumatra-Elefanten, Schlangen oder Arapaimas beiwohnen. Auf einem künstlichen See können die Besucher  Bumper Boate, Pedalboote oder offene Motorboote (Speed boat) mieten. Auch die Fahrt mit einem Katamaran oder eine Mahlzeit auf einem vor Anker liegenden Schiff sind möglich. An den künstlichen See schließt sich Richtung Westen ein waldreiches Arboretum an.

## Arterhaltungsprogramme
Gemeinsam mit der Conservation Society werden In-situ- und Ex-situ-Erhaltungsprojekte sowie die kontrollierte Züchtung ausgewählter Tierarten zur Erhaltung der Reinheit und Bewahrung der genetischen Vielfalt für bedrohte Arten durchgeführt.

## Galerie
Die nachfolgende Bildauswahl zeigt einige Reptilien aus dem Bestand der Gembira Loka Zoos:

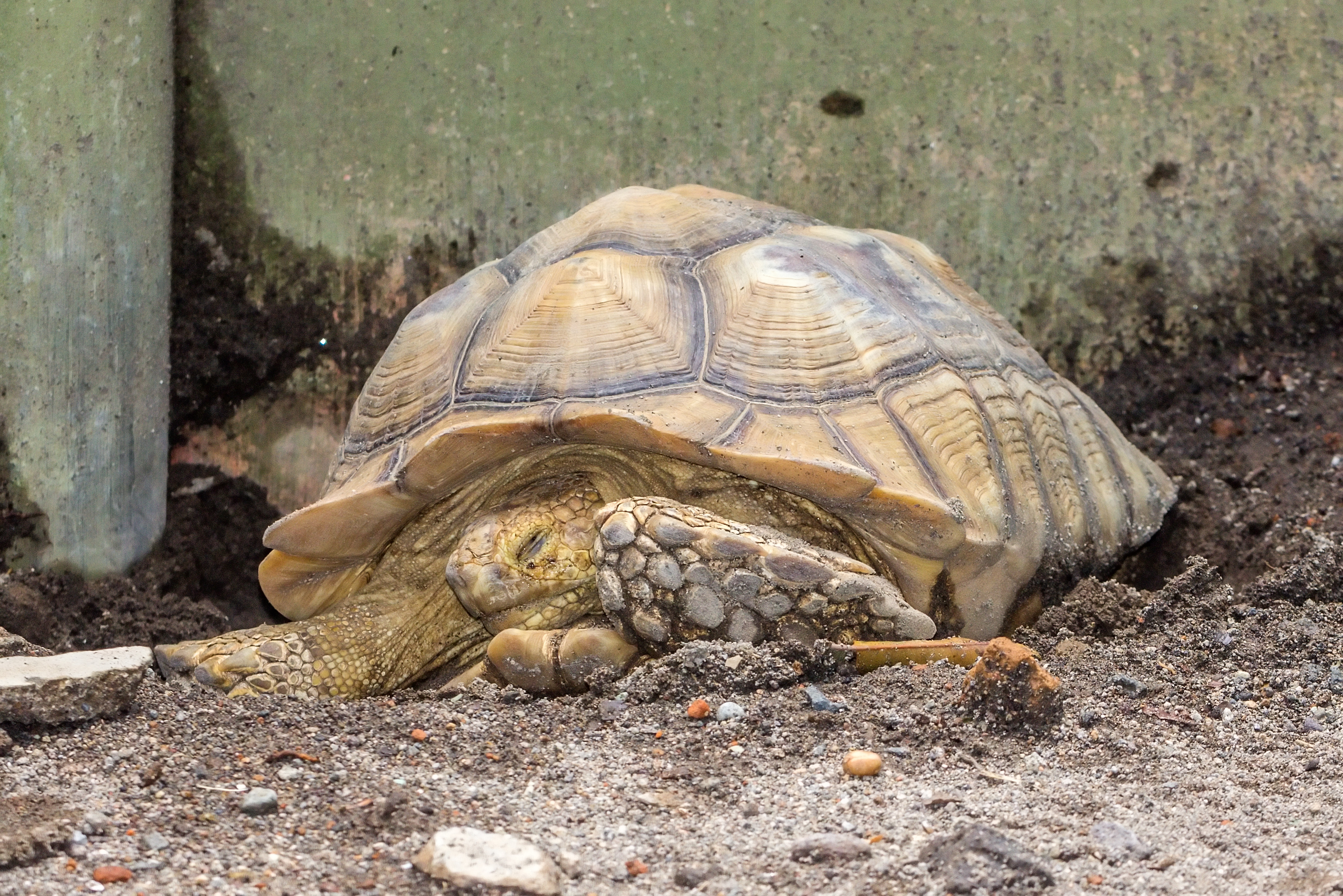
Spornschildkröte (Centrochelys sulcata)
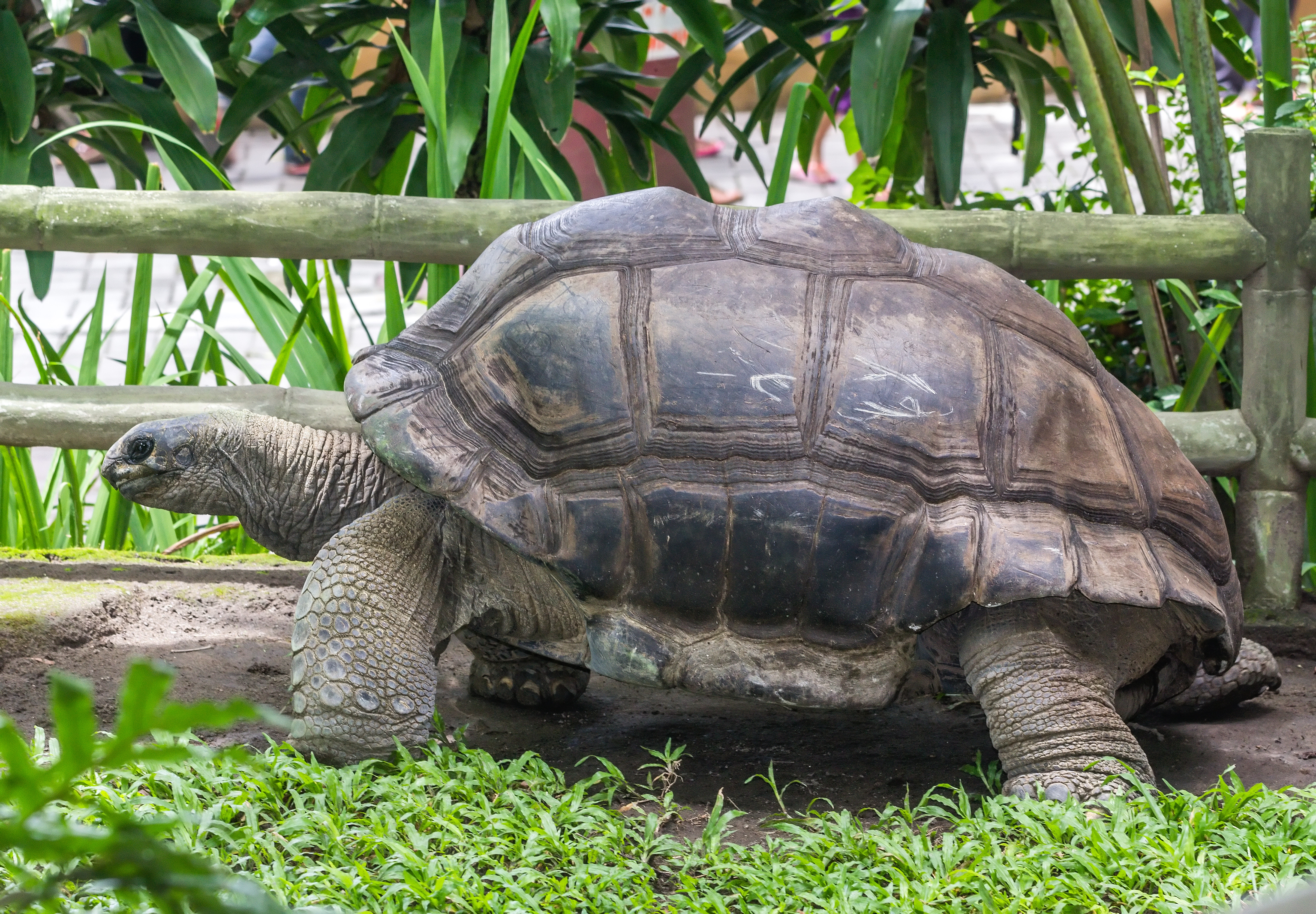
Aldabra-Riesenschildkröte (Aldabrachelys gigantea)
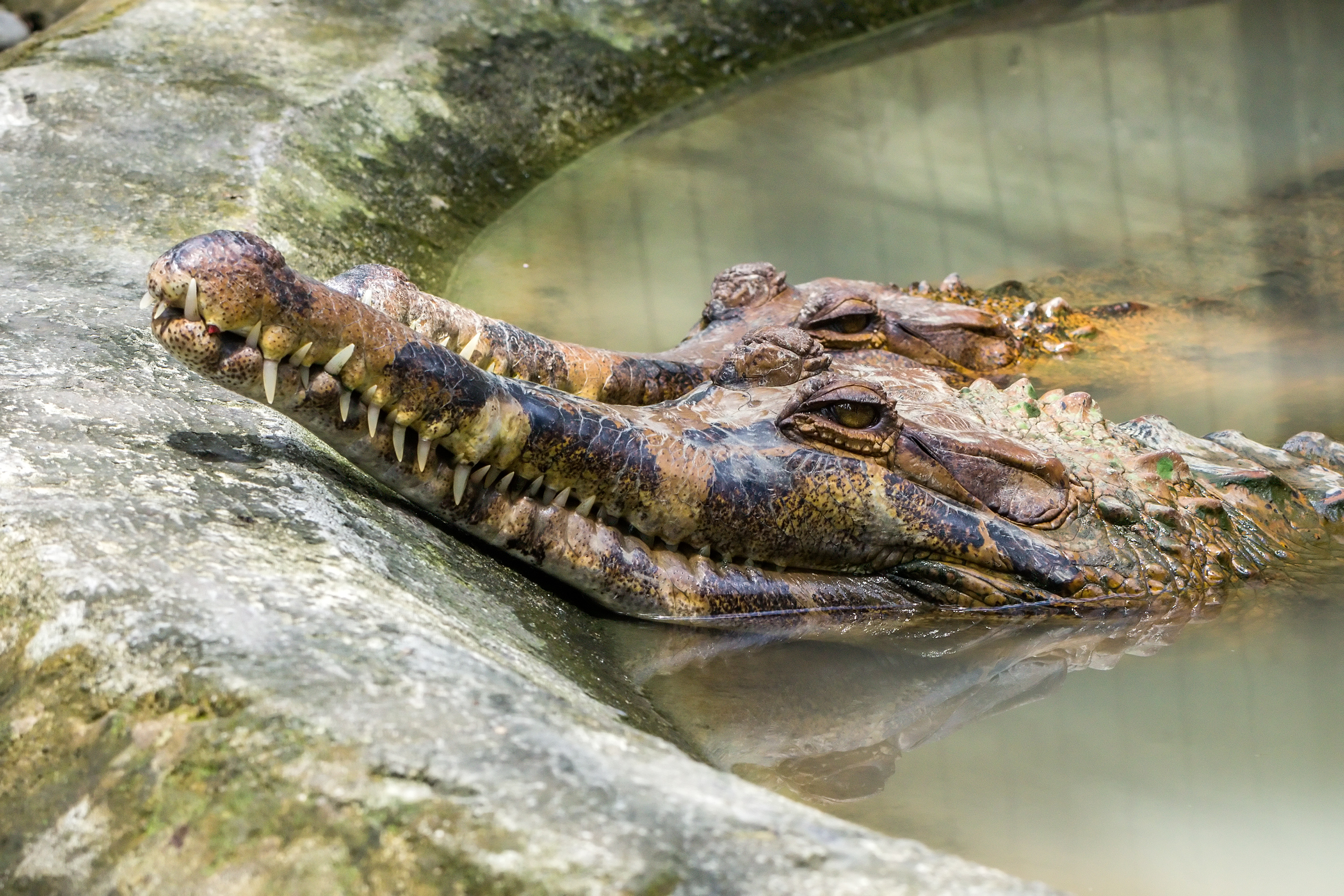
Sunda-Gavial (Tomistoma schlegelii)
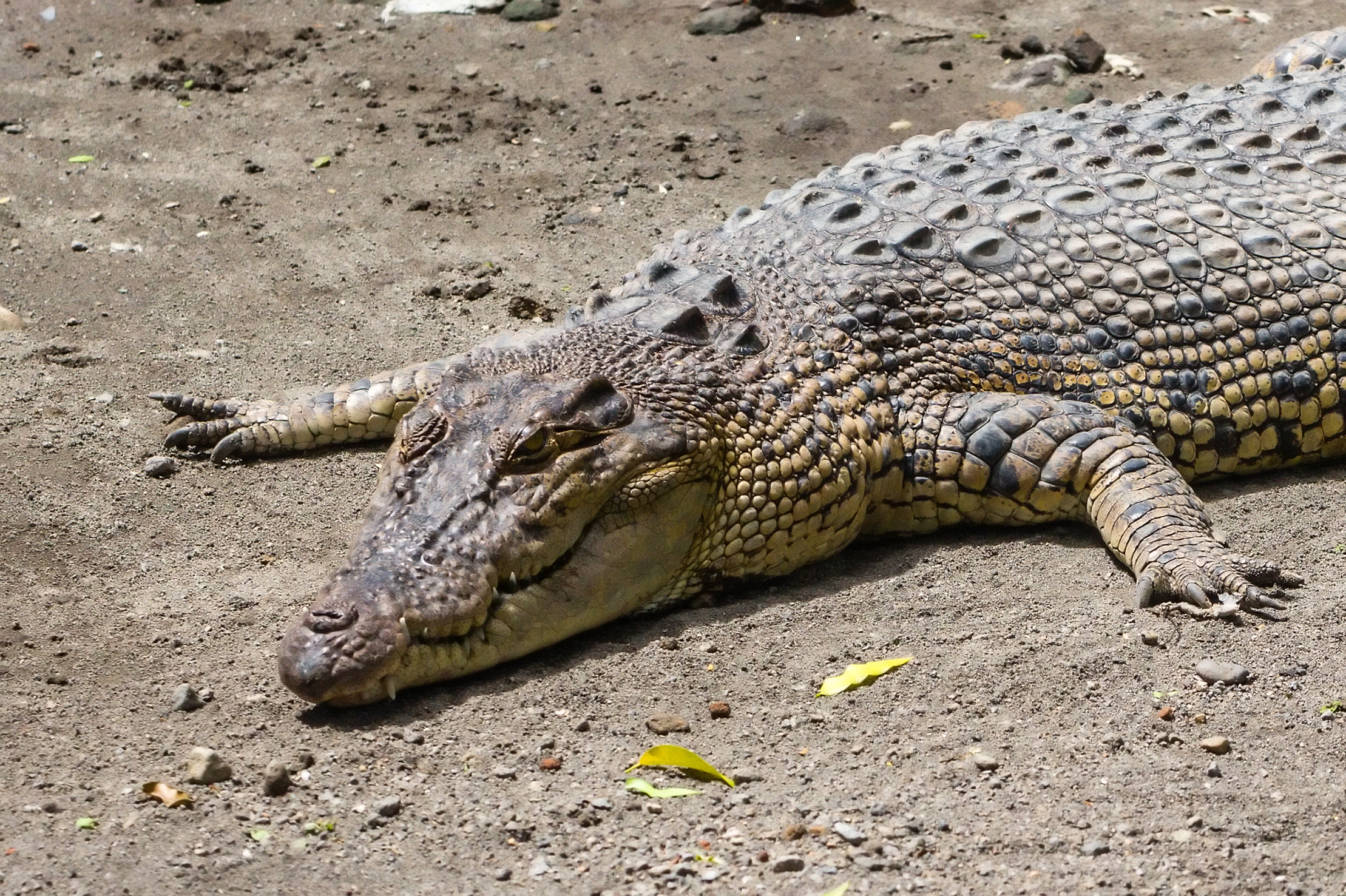
Leistenkrokodil (Crocodylus porosus)
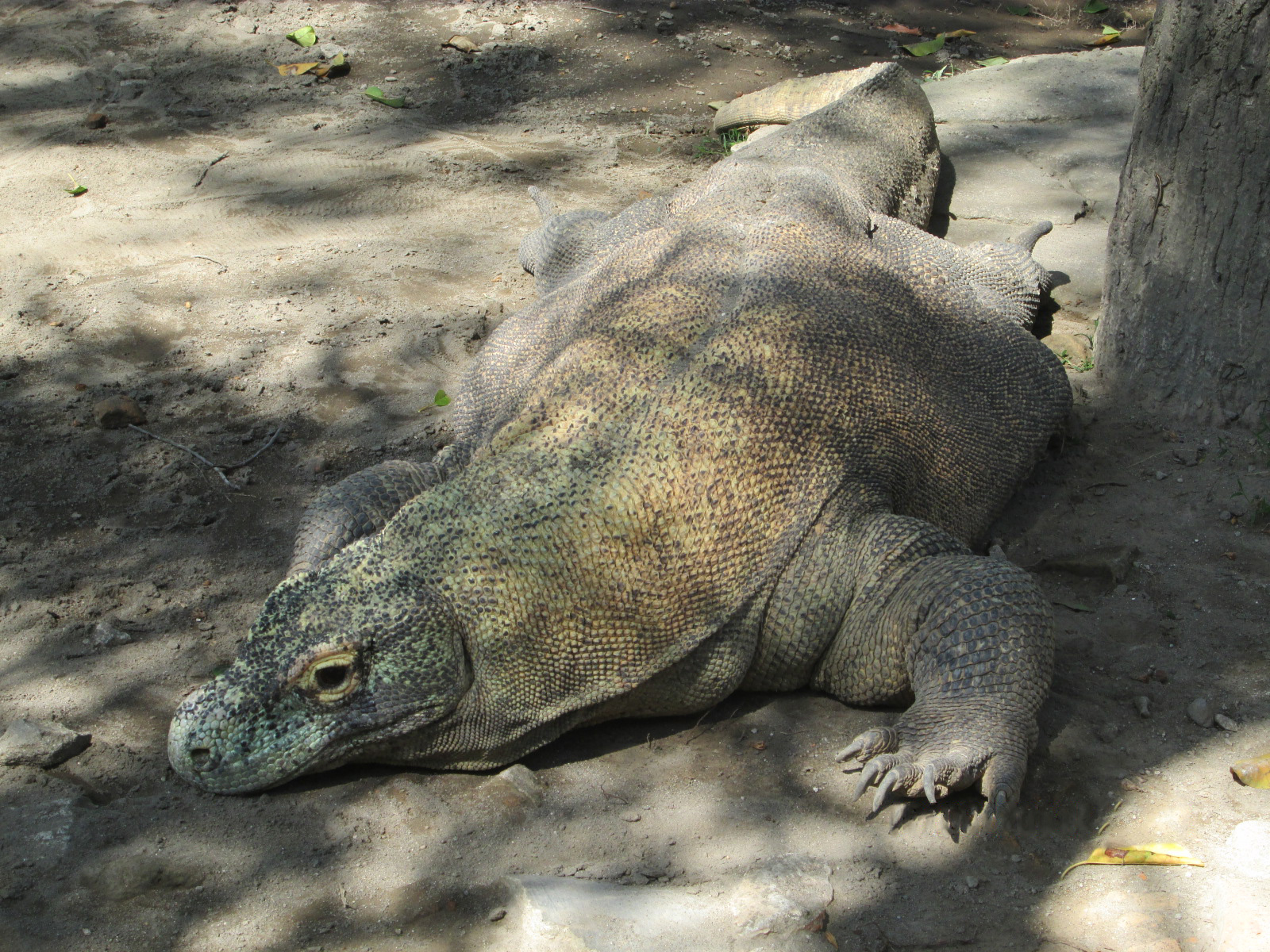
Komodowaran (Varanus komodoensis)